# Pietra Ligure
Pietra Ligure er er en italiensk by med 9069 indbyggere (2005) i provinsen Savona og regionen Ligurien. Kommunen har et areal på 9 km² og er en del af kommunefællesskabet Comunità Montana Pollupice. Nabokommunerne er Bardineto, Boissano, Borgio Verezzi, Giustenice, Loano og Tovo San Giacomo.
Byen har en jernbanestation, motorvejen A10 går forbi Pietra Ligure og de nærmeste lufthavne er Genova, Milano og Torino.

## Historie
Navnet kommer af klippen (lat. Petra, ital. Pietra), som i middelalderen lå direkte ud til havet og hvor på borgen „Castrum Petrae“ blev bygget som det Østromerske Kejserdømmes. bolværk mod Langobarderne .
Byen hørte under Ærkebiskoppen af Albenga indtil 1385, da Paven Urban VI solgte den til bystaten Genua

## Seværdigheder
Pietra ligure ligger på den vestlige side af den italienske riviera, mellem Savona og Imperia og er overvejende en turistby med hoteller, restauranter, strandpromenade og badestrande. Den gamle bydel har mange gamle huse, et palads fra middelalderen, kirken San Nicoló di Bari fra det 18. århundrede, der har mange kunstværker og to klokketårne, og den ved nærheden af kirken beliggende markedsplads.
Der er campingpladser, sportscentre og om sommeren er der på stranden sportsaktiviteter som surfing og dykning med mere.

## Venskabsby
- Offenburg, Baden-Württemberg